# Hypericum russeggeri
Hypericum russeggeri é uma espécie de angiosperma do gênero Hypericum e da família Hypericaceae. Trata-se de um pequeno arbusto com numerosos ramos que se espalham pelo solo, apresentando muitas flores pequenas com pétalas amarelo-pálidas. É encontrada exclusivamente entre rochas calcárias ao longo da costa e nas encostas das montanhas Nur [en] no leste da Turquia e norte da Síria. Embora H. russeggeri possua uma variedade de fitoquímicos em suas estruturas florais e folhas, estes estão presentes em concentrações menores do que em outras espécies do gênero Hypericum. A espécie foi descrita pela primeira vez em 1842 como Triadenia russeggeri e já foi classificada em gêneros extintos, como Elodea e Adenotrias. Atualmente, é reconhecida como Hypericum russeggeri e é a espécie-tipo da seção Adenotrias do gênero Hypericum, que também inclui H. aegypticum [en] e H. aciferum.

## Etimologia
O nome do gênero Hypericum possivelmente deriva das palavras gregas hyper (acima) e eikon (imagem), em referência à tradição de pendurar a planta sobre ícones religiosos em residências. O epíteto específico russeggeri homenageia o geólogo austríaco Joseph Russegger [en], que trabalhou em Anatólia.

## Descrição
Hypericum russeggeri é um pequeno arbusto com numerosos ramos que se entrelaçam e se curvam. Esses ramos se espalham para fora e ao longo do solo, podendo se elevar nas extremidades ou permanecer completamente rentes ao chão. A planta não possui pelos nem glândulas escuras. Seu número cromossômico é n=10.
Hypericum russeggeri apresenta muitas semelhanças com Hypericum aegypticum. Pode ser distinguida dessa espécie pela forma de suas folhas, suas pétalas e estames decíduos, e pela presença de dois óvulos em suas placentas. Também é relacionada a H. aciferum, mas esta última possui folhas mais estreitas, menos flores, pétalas com menos curvatura e menos estames em cada grupo.

### Folhagem
Os caules de Hypericum russeggeri apresentam quatro linhas longitudinais e têm uma seção transversal achatada quando jovens, mas tornam-se com duas linhas quando maduros. O comprimento do caule entre os pares de folhas é geralmente menor que o comprimento da lâmina foliar.
As folhas são diretamente ligadas ao caule ou possuem um pecíolo muito curto. Elas permanecem na planta até a segunda estação, tornando-se então decíduas. As lâminas foliares têm de 0,4 a 2,0 cm de comprimento por 0,15 a 0,3 cm de largura e possuem formato de lança estreita, com a ponta voltada para o caule. As faces superior e inferior têm a mesma cor, e a ponta é arredondada. A nervura central é, por vezes, visivelmente proeminente na parte inferior.

### Estruturas florais
As inflorescências geralmente contêm de 3 a 7 flores, mas podem chegar a 9. As brácteas têm a mesma aparência das folhas normais, e as bractéolas são pequenas e em forma de escama. O pedúnculo mede de 1 a 2 cm de comprimento, e o pedicelo tem de 0,15 a 0,25 cm. As flores têm cerca de 1 cm de largura e são ovais quando em gomo.
As sépalas são verdes e se sobrepõem; variam em tamanho e forma. As pétalas são de um amarelo bastante pálido e são decíduas. Cada pétala mede de 0,6 a 0,9 cm de comprimento e de 0,3 a 0,45 cm de largura, com formato semelhante ao das folhas. Elas se curvam para fora, formando uma corola um tanto tubular. Cada flor possui cerca de 30 estames, sendo os mais longos com até 0,5 cm. Dentro do ovário, há uma placenta com dois óvulos presos a ela. Os óvulos contêm uma pequena cápsula de semente com válvulas longitudinais. Dentro da cápsula, há sementes marrom-escuras com cerca de 0,2 cm de comprimento.
Na camada protetora do tegumento da semente, estão presentes cristais angulares de oxalato de cálcio. Embora as células do tegumento apresentem leves ondulações em suas paredes, estas são muito menos pronunciadas do que em outras espécies, como Hypericum confertum [en]. Isso faz com que as células pareçam quase retangulares quando observadas.

### Química
A primeira avaliação da fitoquímica de Hypericum russeggeri foi realizada em 2016. A maioria de seus fitoquímicos está presente nas estruturas florais, incluindo hipericina [en], pseudohipericina [en], hiperforina [en], hiperosídeo [en], isoquercetina [en], quercitrina [en], avicularina [en], amentoflavona [en] e catequina. Nas folhas, podem ser encontrados ácido neoclorogênico [en] e ácido di-hidroxibenzoico. As concentrações desses compostos são geralmente menores em Hypericum russeggeri do que em espécies semelhantes, como H. hircinum, H. lanugisonum e H. pallens [en]. Os únicos compostos presentes em H. russeggeri em maiores concentrações do que em algumas dessas espécies são o ácido neoclorogênico, o hiperosídeo, a quercitrina e a epicatequina.

## Taxonomia

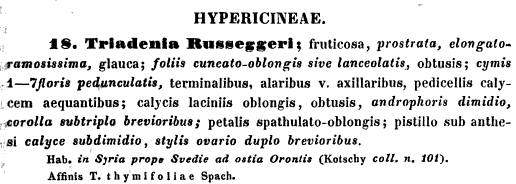
Descrição original da espécie por Eduard Fenzl em 1842 sob o sinônimo Triadenia russeggeri.

As plantas da espécie foram coletadas pela primeira vez em 1836 pelos botânicos Theodor Kotschy e Ernest Coquebert de Montbret. Embora os locais de coleta de muitos dos espécimes de Kotschy sejam ambíguos, alguns deles indicam que foram encontrados perto de Antioquia; isso está de acordo com as coletas de Montbret na província de Hatai, na Turquia, e no noroeste da Síria, estabelecendo essa região como sua localidade-tipo.
Em 1842, Eduard Fenzl usou os espécimes de Kotschy para descrever a nova espécie como Triadenia russeggeri na família de plantas "Hypericineae" (atualmente Hypericaceae). Ele observou seu hábito de crescimento muito ramificado e rasteiro, sua ocorrência na Síria e sua semelhança em aparência com Triadenia thymifolia (atualmente Hypericum aegypticum subsp. webbii). Ainda naquele ano, foi proposto que a espécie fosse colocada no gênero Elodea (o que resultaria na nova combinação Elodea russeggeri). Além disso, novos espécimes de perto da localidade-tipo foram descritos como Adenotrias phrygia e A. kotschyi. Mais tarde, essas plantas foram identificadas como espécimes de Hypericum russeggeri, e os novos nomes foram sinonimizados.
O nome Hypericum russeggeri foi estabelecido por Robert Keller [en] no livro didático Die Natürlichen Pflanzenfamilien [en] de Adolf Engler em 1893. A espécie foi transferida para Hypericum, e sua colocação anterior em um gênero separado foi considerada injustificada, tornando-a a espécie-tipo e, na época, a única espécie da seção Adenotrias do gênero Hypericum. Norman Robson [en] confirmou o novo nome e sua designação como tipo da seção no primeiro volume de sua monografia do gênero Hypericum em 1977, e a espécie continuou a ser mantida em Hypericum desde então, com base em filogenética molecular.

## Distribuição, habitat e ecologia
Hypericum russeggeri está confinado a um habitat de rochas calcárias e foi encontrado em elevações de até 100 metros acima do nível do mar. É nativo da província de Hatai, no sudeste da Turquia, e da costa norte da Síria. Dentro dessa área de distribuição, é encontrado ao longo da costa e nas encostas das montanhas Nur. Em algum momento, pode ter estado presente perto de Edremite no oeste da Anatólia, mas agora está extinto nessa região.
A espécie é parasitada por Cyphodema rubrica, um percevejo da família Miridae. Ele vive como um vagante nas folhas da planta e pode causar malformações.